# Москвич-434

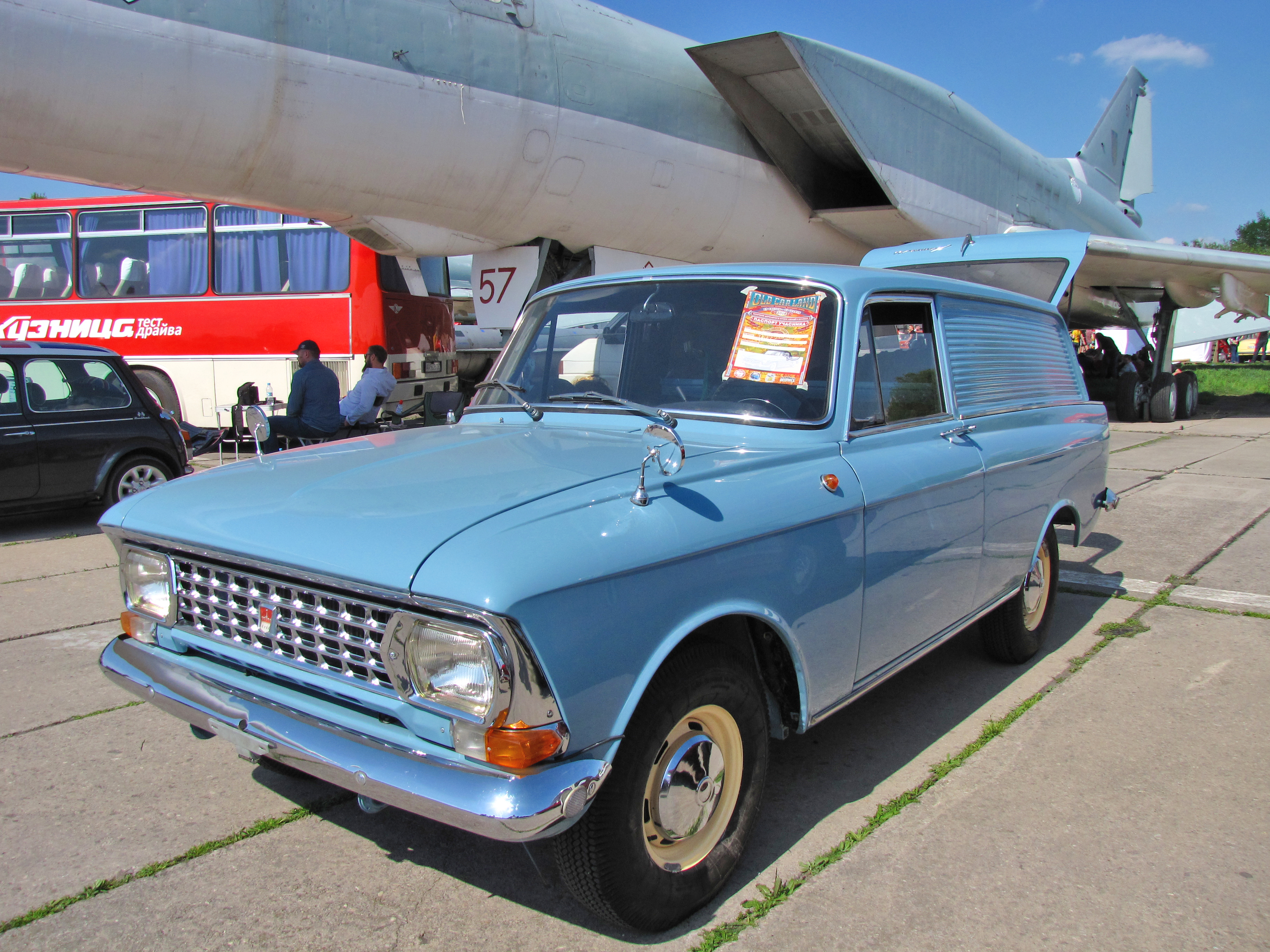
Москвич-433

Москвич-434 — грузопассажирский автомобиль с кузовом фургон, модернизация автомобиля «Москвич-433». В отличие от модели 433 оснащался двигателем «УЗАМ-412», это единственное отличие. Автомобиль производился на заводе АЗЛК (1968—1976) и на Ижевском автозаводе (1968—1973) (более 40000 шт.).
Как и все «Москвичи» этого поколения, автомобиль имел стандартную 4-ступенчатую механическую коробку передач.

## Дополнительные конфигурации
- Москвич-434Ю — для районов с жарким климатом
- Москвич-434Э — экспортный
- Москвич-434П — с правосторонним рулевым управлением[5]. Ключевым экспортным рынком была Великобритания[6]. По некоторым данным, к 1975 году завод АЗЛК отправлял за границу до 65 % всей своей продукции[7]. Также указывается, что этот автомобиль использовался как почтовый, и водитель, сидящий справа, мог выходить сразу на тротуар, чтобы не подвергаеться лишней опасности[8][9].

В Финляндии делали трехдверную версию автомобиля из-за особенностей налогообложения.

## В сувенирной индустрии
В сувенирной индустрии Модели Москвича-434 сделали впервые на ПО «Тантал»: модель москвича имела открывающийся капот, как и у большинства «москвичей» от этого завода. В 2012 году в журнальной серии «Автолегенды СССР» под номером 92 вышел красный «Москвич-433/Москвич-434».